# 二上村 (奈良県)
二上村（にじょうむら）は奈良県北西部、北葛城郡に属していた村。現在の香芝市西部、近鉄大阪線関屋駅・二上駅、近鉄南大阪線二上山駅周辺にあたる。

## 歴史
- 1889年（明治22年）4月1日 - 町村制の施行により、穴虫村、関屋村、畑村、田尻村、磯壁村が合併して葛下郡二上村が発足。
- 1897年（明治30年）4月1日 - 所属郡を北葛城郡に変更。
- 1956年（昭和31年）4月1日 - 五位堂村・下田村・志都美村と合併して香芝町が発足。同日二上村廃止。

## 交通

### 鉄道路線
- 近畿日本鉄道
  - 大阪線
    - 関屋駅 - 二上駅

  - 南大阪線
    - 二上山駅

### 道路
- 国道165号